# Zamek Manderley
Zamek Manderley (irlandzki: Caisleán Mhanderley, dawniej: Victoria Castle i Ayesha Castle) jest dużą, zamkową irlandzką rezydencją zbudowaną w stylu wiktoriańskim, znajdującą się w Killiney w hrabstwie Dún Laoghaire – Rathdown w Irlandii. Obecnie jest własnością piosenkarki Enyi.
Z dachu zamurowanej wieży zamku można dostrzec daleko za irlandzkim wybrzeżem aż do Walii. Budynek otoczony jest ogrodami o powierzchni około 14 000 m², w których mieści się wiele zalesionych ścieżek. „Tajny” tunel na dole ogrodu dawał początkowo dostęp do plaży Killiney, ale teraz jest zamknięty. Zamek posiada zaledwie 6 sypialni, których wystrój Enya zmieniła po wprowadzeniu się w latach 90. XX w..

## Historia
Sędzia Robert Warren zbudował Victoria Castle w 1840 r.,aby upamiętnić objęcie tronu przez królową Wiktorię. Wnętrze zostało wypalone przez ogień w 1928 roku, a następnie przywrócone przez Sir Thomasa Powera z rodziny posiadającej gorzelnię whisky. Zmienił nazwę rezydencji na Ayesha Castle, po bogini, która powstała z płomieni w powieści Ridera Haggarda Ona. W 1995 r. Rodzina Aylmer postanowiła zamienić zamek Ayesha w miejsce o charakterze turystycznym, „przekształcając istniejące stajnie w mieszkanie na parterze i pomieszczenie rzemieślnicze na pierwszym piętrze”. Powstała tam galeria, w której wielu artystów przedstawiało swoje dzieła
Irlandzka wokalistka Enya kupiła zamek w 1997 roku za 3,8 miliona euro, rzekomo przebijając Michaela Flatleya, który również oglądał dom. Opierając się na jej zainteresowaniu powieścią Rebeccą autorstwa Daphne du Maurier, Enya przemianowała zamek na „Manderley” na cześć fikcyjnego domu, który odgrywał główną rolę w powieści z 1938 roku.
Z powodu zagrożeń ze strony prześladowców, Enya wzmocniła bezpieczeństwo zamku, instalując nowe bramy z litego drewna, podnosząc otaczające 41 metrów kamiennej ściany do ponad 2,7 metra wysokości. Pomimo tych zmian, mniej więcej w połowie sierpnia 2005 r. doszło do dwóch włamań. Tydzień po włamaniu się do domu przez jednego mężczyznę, który został aresztowany, doszło do kolejnego incydentu, podczas którego sprawca związał pokojówkę i poszukiwał piosenkarki przez ponad 2 godziny. Uciekł z kilkoma rzeczami Enyi, gdy ta włączyła alarm w swoim pokoju paniki.